# Bergl
Das Bergl (Ortsangabe: am Bergl) ist ein Stadtteil der kreisfreien Stadt Schweinfurt in der Gemarkung von Oberndorf. Er wird zusammen mit dem Bahnhofsviertel (südöstlich des John-F-Kennedy-Rings) und dem einstigen Stammwerk von FAG Kugelfischer (heute Schaeffler) für amtlich-statistische Zwecke  als Bezirk 21 geführt. Das Bergl hat, nach der Innenstadt, die zweithöchste Einwohnerzahl der 15 Schweinfurter Stadtteile. Es liegt nordwestlich des Hauptbahnhofs, in dessen Umfeld sich neben Schaeffler weitere Großfirmen befinden, weshalb das Bergl als Arbeiterviertel und Wohnort für Angestellte errichtet wurde. 
Um 1970 war das Bergl in seinem Kerngebiet (nordwestlich des John-F-Kennedy-Rings) mit 13.000 Einwohnern die mit Abstand größte Großsiedlung Unterfrankens. Sie hatte so viele Einwohner wie damals (vor der Bayerischen Gebietsreform) das benachbarte Bad Kissingen, jedoch auf einer Fläche von nur 1 km². Am Bergl wurde von 1958 bis 1960 das erste moderne Hochhaus (15 Geschosse) Mainfrankens errichtet. Der Stadtteil erfährt in neuerer Zeit eine Phase des Umbaus und der Erneuerung und verändert allmählich sein von der Nachkriegszeit geprägtes Gesicht.

## Geografie

### Lage
Das Bergl im engeren Sinn (die Großsiedlung) liegt nordwestlich des John-F-Kennedy-Rings. Dem Bezirk 21 wurde außerdem fast die gesamte Oberndorfer Gemarkung nördlich des Hauptbahnhofs zugeteilt, mit relativ wenig Einwohnern aber mit Großindustrie, einem Gewerbegebiet und ausgeprägter städtischer Infrastruktur.
Der Bezirk 21 grenzt im Osten mit der Friedrichstraße an die Innenstadt (Bezirke 12/13), im Süden entlang der Hauptbahnhofstraße und der Gustav-Heusinger-Straße an den zum Stadtteil Oberndorf (Bezirke 61/62) gehörenden Hauptbahnhof, im Westen an die Bahnstrecke nach Erfurt und im Norden an das Schulzentrum-West im Musikerviertel (Bezirk 22) und an die Fritz-Drescher-Straße. Der John-F-Kennedy-Ring durchschneidet den Bezirk 21 von Nord nach Süd. Westlich davon liegt die Großsiedlung. Über die Geldersheimer Straße im Nordwesten des Bergls gelangt man nach Bad Kissingen (24 km).

### Topographie
Das Bergl liegt auf einem 2,5 km breiten Streifen zwischen den Flüssen Main und Wern, letzterer hat hier in seinem Oberlauf nur die Größe eines Bachs. Die kleine Anhöhe Am Bergl, auf der Oberndorf einen Wasserturm errichtete, hindert die Wern, dort in den Main zu fließen. Dadurch mündet sie erst 30 km weiter westlich, nahe Gemünden in den Main und wird auf diesem Weg zu einem kleinen Fluss und Unterfrankens drittgrößtem Fließgewässer.

Plan des Statistischen Bezirks 21 Bergl
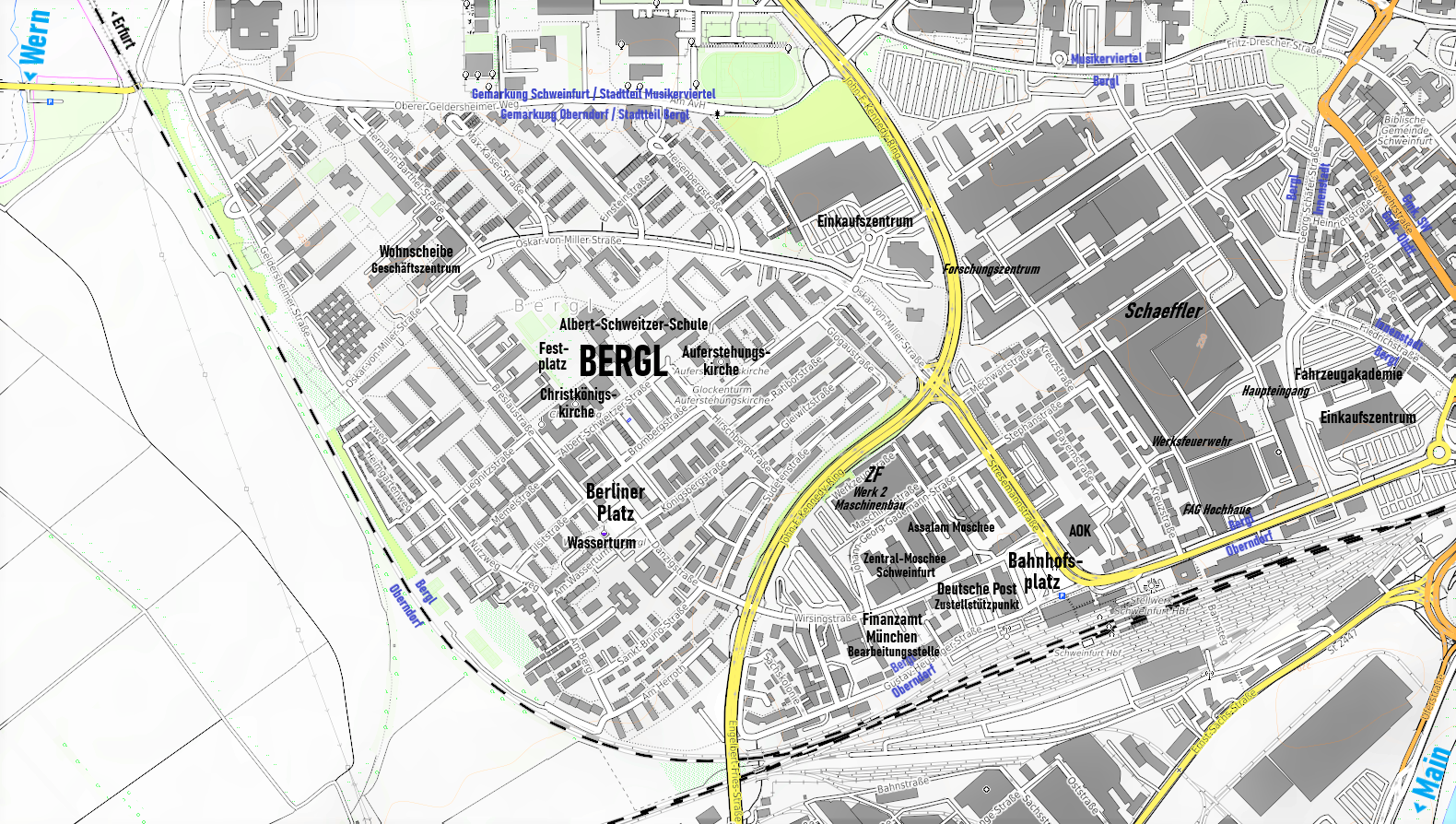
Das Bergl liegt in der Gemarkung Oberndorf. Es liegt auf einer kleinen Anhöhe zwischen dem Main im Südosten und der Wern im Nordwesten, auf der sich auch der Oberndorfer Wasserturm befindet.

## Geschichte

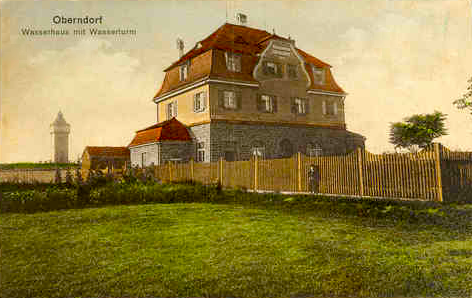
Wasserhaus und Wasserturm, die einzigen Bauten am Bergl um 1911

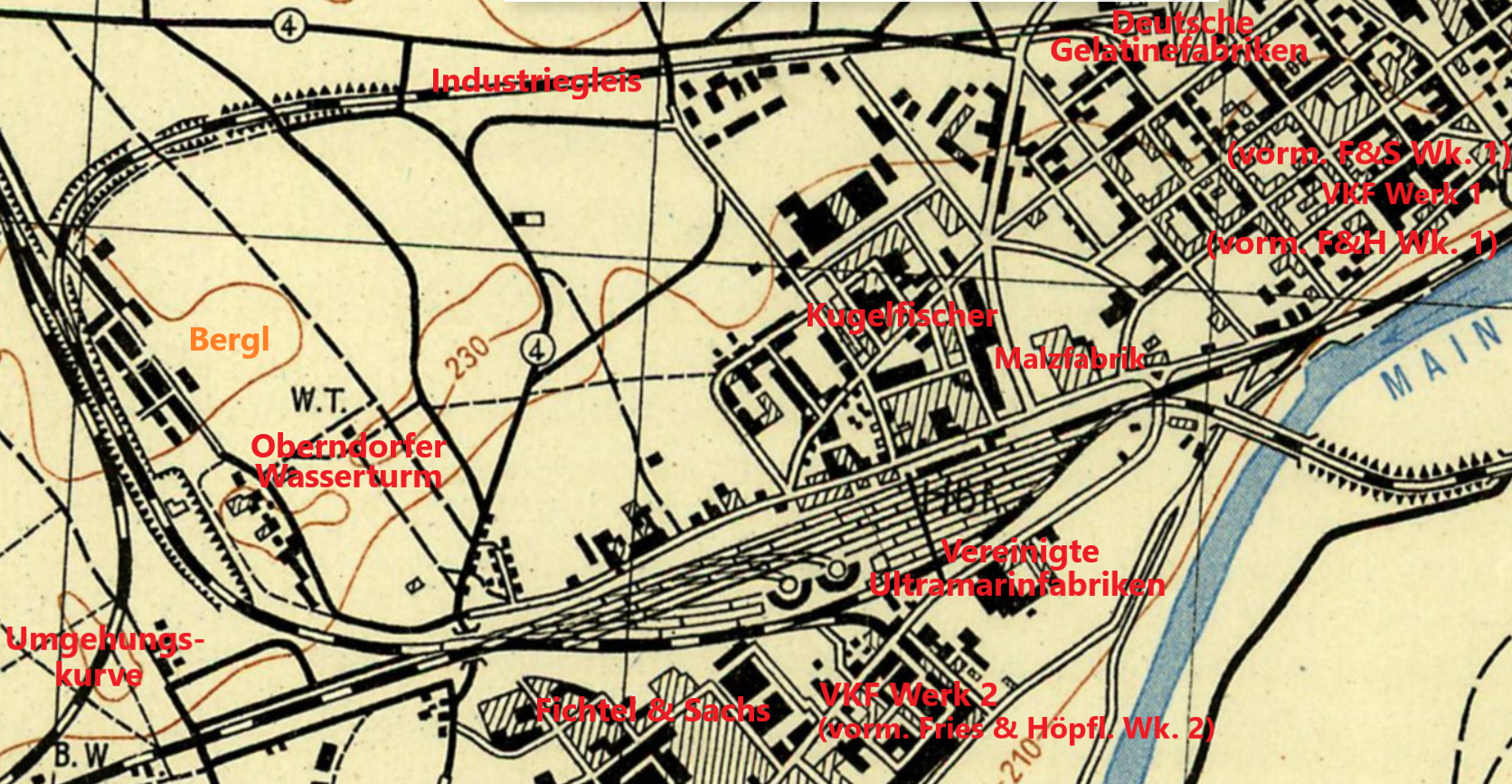
Heutiger Bezirk 21 vor dem Zweiten Weltkrieg. Am Bergl war nur ein Streifen entlang der Bahnlinie bebaut

Am Bergl ist eine alte Oberndorfer Flurbezeichnung. Das Gebiet des Stadtteils gehörte ursprünglich zur Gemeinde Oberndorf, die am 1. Dezember 1919 nach Schweinfurt eingemeindet wurde. Das Areal des heutigen Stadtteils war zu jener Zeit noch nahezu unbebaut und eine landwirtschaftlich genutzte Langstreifengewannflur.
Erste Wohngebäude wurden ab den 1920er Jahren entlang der Bahnstrecke nach Erfurt errichtet. Die systematische Besiedlung des Stadtteils begann 1938. Von den 1950er Jahren bis 1973 wurde das Bergl zur Großsiedlung ausgebaut. Es spiegelt anschaulich, vom südlichen Bereich ausgehend, die Entwicklung des Sozialen Wohnungsbaus und Städtebaus der Nachkriegszeit wider. Das Bergl war ursprünglich vorwiegend Wohnort für in der Schweinfurter Großindustrie beschäftigte Arbeiter und Angestellte, für die viele Werkswohnungen errichtet wurden. Noch heute herrschen am Bergl weitgehend Mietwohnungen vor. Das einzige Bauwerk aus der Zeit vor dem Ersten Weltkrieg ist der Oberndorfer Wasserturm von 1912, der zum Wahrzeichen des Stadtteils wurde.
Um 1970 hatte das Bergl (ohne Bahnhofsviertel) auf nur ca. 0,8 km² mit 13.000 Einwohnern seinen Höchststand und damit genau so viele Einwohner wie die 20 km weiter nördlich gelegene, damals noch kreisfreie Stadt Bad Kissingen. Mit einer Bevölkerungsdichte von ca. 16.000 Einwohnern pro Quadratkilometer hatte das Bergl damals einen Wert, der nur in Metropolen überschritten wird.

## Sozialstruktur
Das Bergl verfügt als Stadtteil mit verhältnismäßig günstigem Wohnraum über einen Anteil von Migranten, der zwar über den städtischen Durchschnittswerten liegt, aber niedriger ist als man es von einer Großsiedlung erwartet. Insbesondere der Süden des Stadtteils mit alter und qualitativ niedriger Bausubstanz war bisher vor allem für einkommensschwache Haushalte attraktiv.
| Status 31. Dez. 2022                               | Bergl Statistischer Bezirk 21 | Gesamtgebiet Schweinfurt |
| -------------------------------------------------- | ----------------------------- | ------------------------ |
| Deutsche                                           | 73,8 %                        | 77,4 %                   |
| Ausländer                                          | 26,2 %                        | 22,6 %                   |
| Anteil Doppelstaatler an der deutschen Bevölkerung | 25,2 %                        | 17,1 %                   |

Das Bergl war bis in die 1970er Jahre Arbeiterviertel und Wohnort für kleine und mittlere Angestellte der nahen Großindustrie. In den nachfolgenden Jahrzehnten wurde der Stadtteil, insbesondere im südlichen Bereich, zum Problemstadtteil infolge stark ansteigender Arbeitslosigkeit (1992/93 am Bergl bis 25 %), des Zuzugs von Migranten und durch Segregation. Andererseits bietet das Bergl viele praktische Vorteile und ist zu einem Teil bis heute ein bürgerlicher Stadtteil geblieben.
Anfang des 21. Jahrhunderts trat ein Wandel ein, infolge wieder stark zurückgegangener Arbeitslosigkeit, stark angestiegener Mieten von einem relativ niedrigen Ausgangsniveau, knapp gewordenem Wohnraum in und um Schweinfurt und gestiegenen Fahrtkosten für Pendler. Das Bergl wurde mit seiner sehr guten ÖPNV-Anbindung und Infrastruktur wieder für Mieter und Bauträger interessant. Infolge wieder einsetzender Einwohnerzunahme Schweinfurts bei gleichzeitig knappen Flächen rückte der Stadtteil in den Blickpunkt der Stadtentwicklung. Seit den 2010er Jahren verwandelte das Bergl sein Gesicht durch den Ersatz von Bauten aus den 1950er Jahren durch Neubauten und durch Sanierung großer Wohnblöcke aus den 1960er und 1970er Jahren durch die Baugenossenschaften.

## Ortsteile

### Altes Bergl (im Süden)

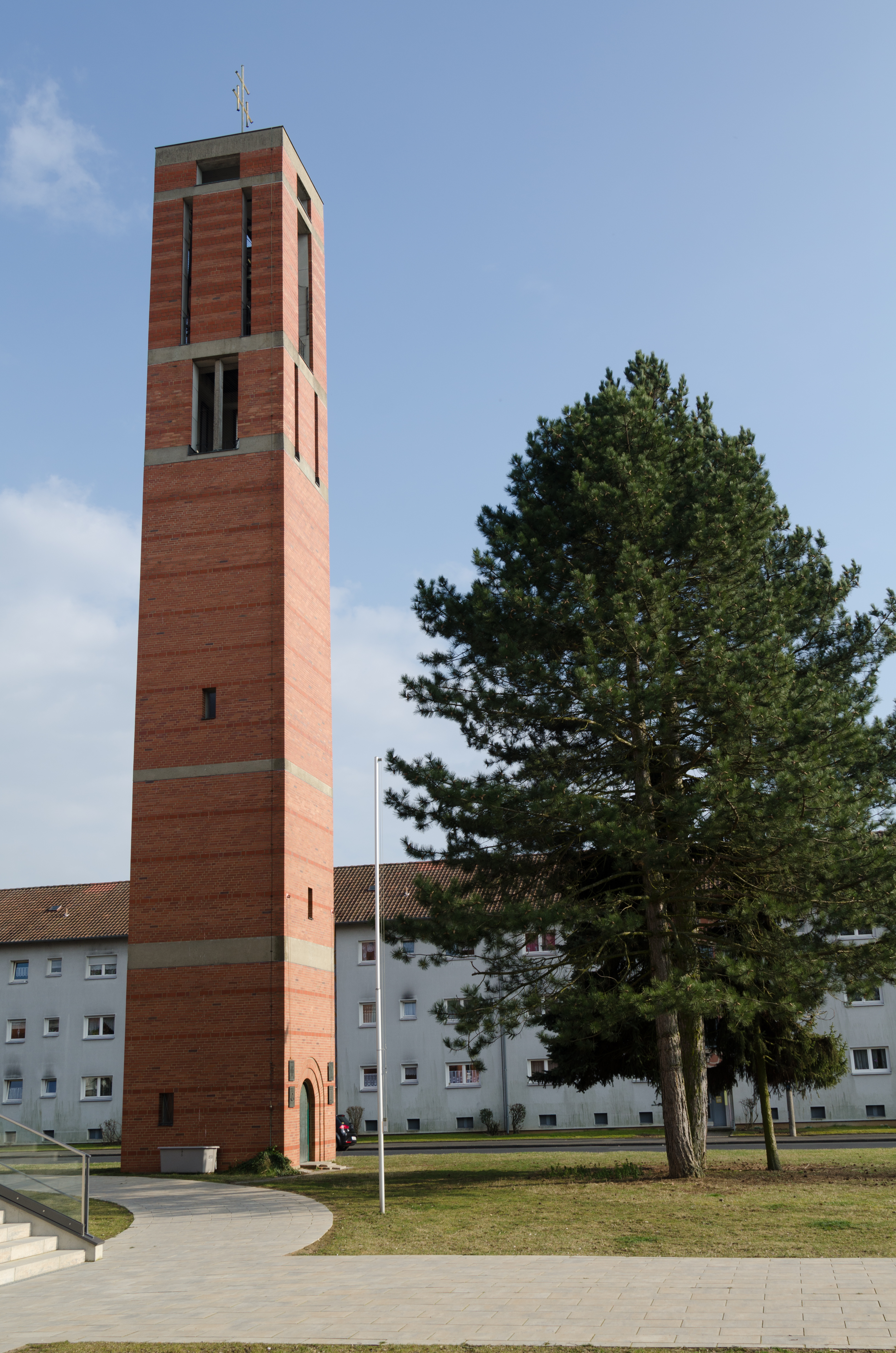
Altes Bergl. Breslaustraße mit Campanile (1962) der Auferstehungskirche

Der südliche Bereich des Bergls aus den 1950er Jahren wird Altes Bergl genannt. Dort herrschen die für die damalige Zeit typischen Wohnblocks in Zeilenbauweise vor. Mitte und Geschäftszentrum des Alten Bergls ist der Berliner Platz am Wasserturm. 

#### Haylmannstraße
Die alten Wohnblocks aus den frühen 1950er Jahren verfielen zusehends, insbesondere um die Haylmannstraße, auch wegen Problemen der Gebäudegründung. Um der urbanen Ghettoisierung entgegenzuwirken, wurden in den 1990er Jahren alle Gebäude der Haylmannstraße abgebrochen und die Straße führte bis 2016 durch eine grüne Wiese. 2014 beschloss der Stadtrat mit einem Bebauungsplan das Areal mit einer Eigentumswohnanlage, Reihenhäusern und einer Einrichtung für Betreutes Wohnen zu bebauen. Quer über die Haylmannstraße wurde an ihrem Anfang, nahe dem Berliner Platz, ein großes Pflegezentrum als städtebauliche Barriere errichtet. Der dahinterliegende Straßenbereich wurde eine Sackgasse, wo seit 2017 höherwertige Wohngebäude, teilweise mit Penthäusern, errichtet wurden.

### Großsiedlung (im Norden)
In den 1960er Jahren wurde der nördliche Bereich des Stadtteils mit der neuen Haupterschließungsstraße, der Oskar-von-Miller-Straße bebaut, mit zahlreichen achtgeschossigen Punkthäusern und der zwölfgeschossigen „Wohnscheibe“, einem 135 Meter langen Wohnblock. Man war bemüht, die Monotonie der Zeilenbauten zu durchbrechen, mit unterschiedlichen Gebäudeformen und einer Durchmischung von Wohnblocks und Eigenheimen, mit Reihenhäusern und Atriumhäusern. Der Aufbau des Stadtteils fand Anfang der 1970er Jahre seinen Abschluss, mit einem dritten, großen Geschäftszentrum mit SB-Märkten am östlichen Rand des Bergls, einem winkelförmigen Hochhaus an der Geldersheimer Straße und einem Hochhaus am John-F-Kennedy-Ring (im Volksmund: „Weißer Riese“). Dadurch entwickelte sich der nördliche Bereich des Bergls zu einer Großsiedlung.

#### Heisenbergstraße
Am nördlichen Rand des Stadtteils wurde eine Tennishalle abgebrochen und die Heisenbergstraße neu angelegt und ab den 1990er Jahren bebaut, unter anderem mit einem Projekt im Experimentellen Wohnungsbau der WAG-Wiederaufbau-GmbH Schweinfurt (heute: SWG Stadt- und Wohnbau GmbH), mit mehrgeschossigen Wohnhäusern in Holzbauweise.

### Bahnhofsviertel
Das Gebiet zwischen Hauptbahnhof und John-F-Kennedy-Ring wurde einschließlich des Stammwerks von FAG Kugelfischer (heute Schaeffler-Gruppe) demselben statistischen Bezirk 21 wie das Bergl zugeordnet. Es besitzt die typische Struktur eines Bahnhofsviertels, mit einer breiten Allee die zu einem großen Bahnhofsplatz führt. Das weit von der Innenstadt entfernte, namenlose Gebiet, das zum größten Teil aus Gewerbeflächen besteht, besitzt kein Eigenleben eines Quartiers. Das Gebiet, insbesondere der Bahnhofsplatz, gilt als trist, geriet in Kritik und wird, einschließlich der Kleinsiedlung Am Herroth am Alten Bergl, als 20,5 ha großes Sanierungsgebiet ausgewiesen (siehe auch: Schweinfurt Hauptbahnhof, Kritik).
Durch das Viertel führt als Hauptachse die Stresemannstraße, eine 32 Meter breite Allee mit einem parkähnlichen Mittelstreifen. An der Allee liegen die ehemaligen Postgaragen und das von 1928 bis 1930 errichtete und unter Denkmalschutz stehende einstige Telegrafen- und Fernsprechamt (Neue Sachlichkeit). Das Amt wurde im Zweiten Weltkrieg von Schweinfurt ins nahe Bad Kissingen verlegt, um den Bombenangriffen zu entgehen. Dies ist der Grund, warum der Kurort eine kürzere Telefonvorwahl (0971) als Schweinfurt hat (09721).

Hauptbahnhofstraße
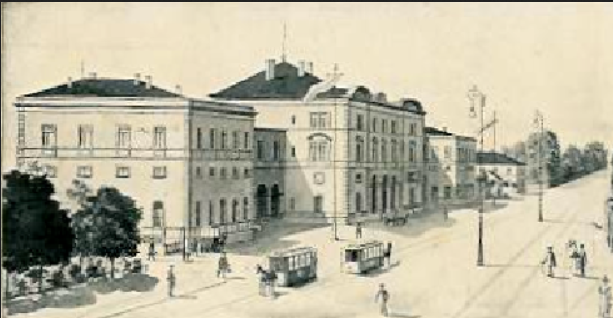
Hauptbahnhof mit Schweinfurter Straßenbahn (Pferdebahn 1895–1921). Um 1900
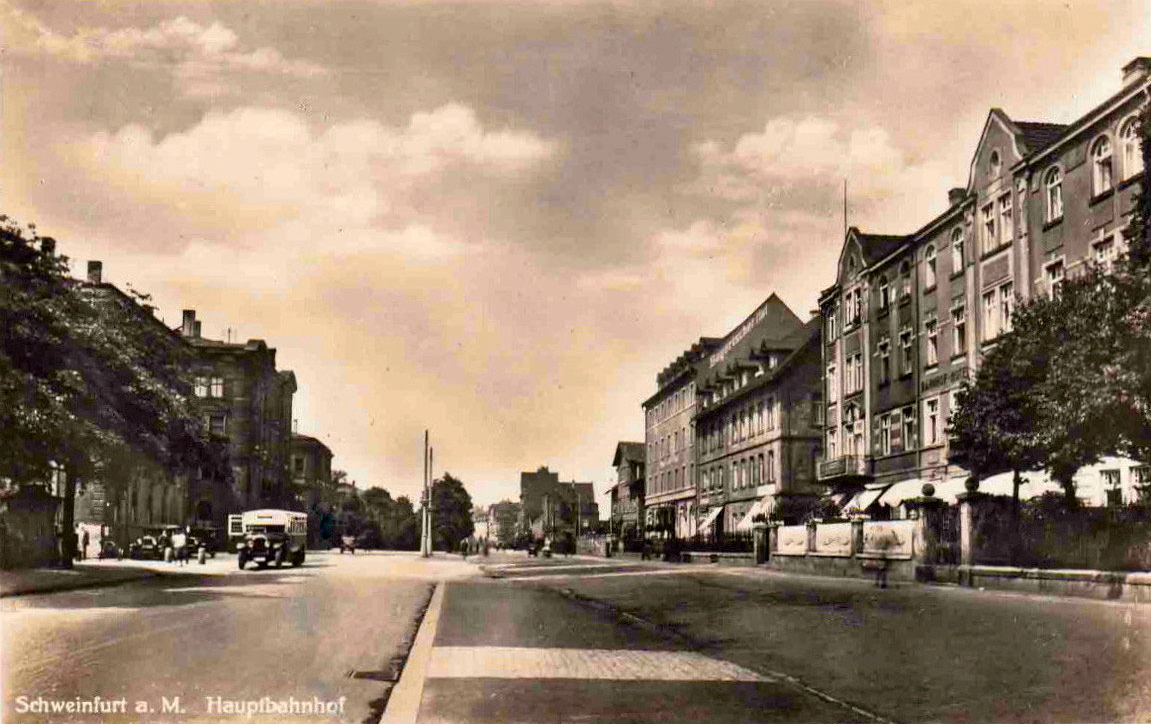
Hauptbahnhof (links) mit Stadtbus. Um 1940
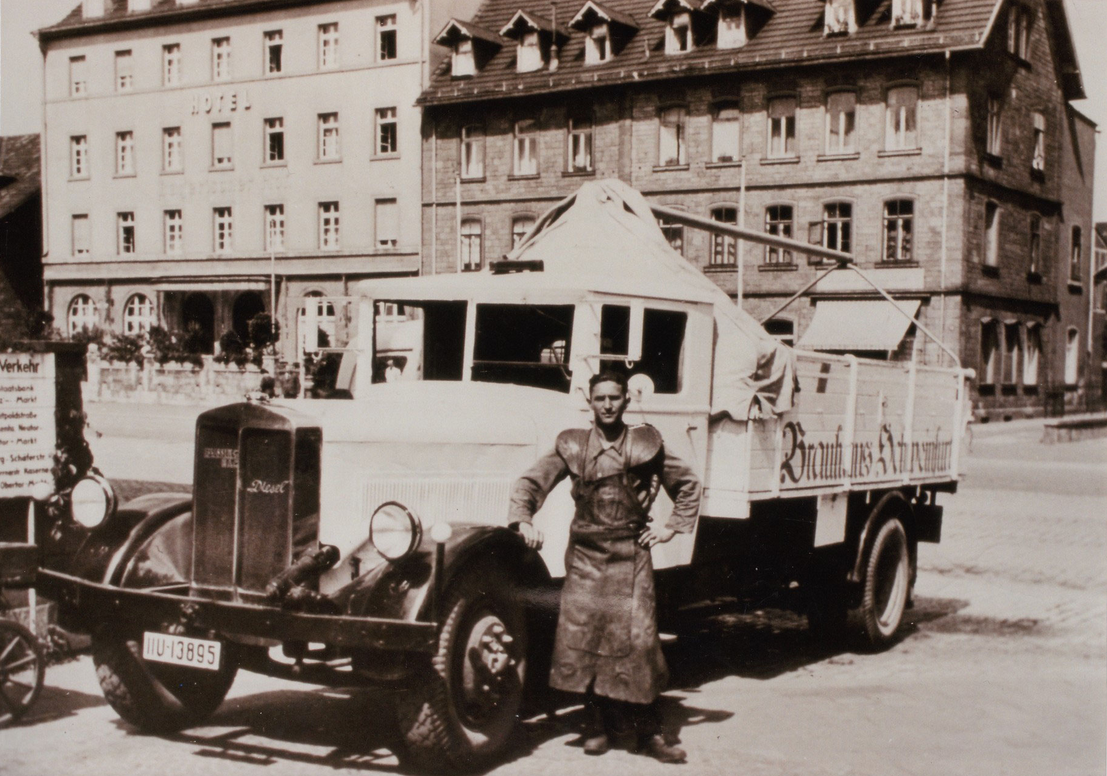
Blick vom Bahnhof zum Hotel Bayerischer Hof. 1939
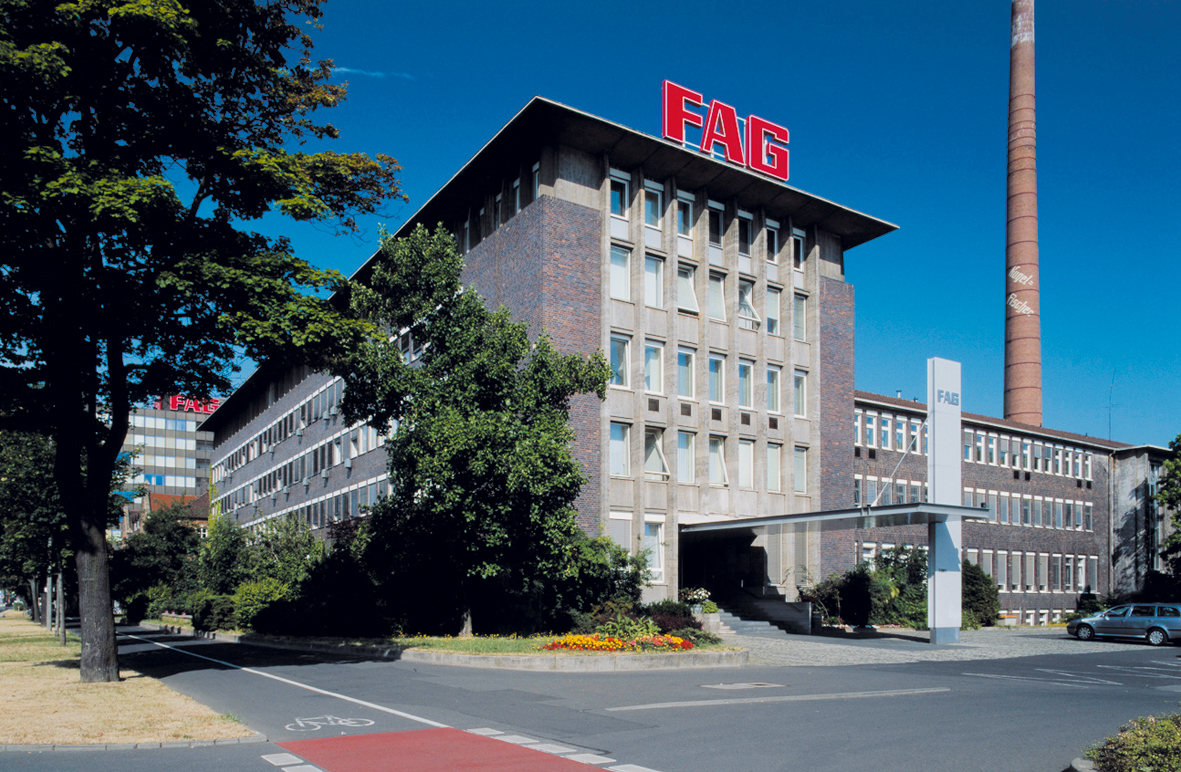
Schaeffler AG mit der Marke FAG. 2005

Plan Bahnhofsviertel siehe: Topographie
Siehe auch: Schweinfurt Hauptbahnhof, Königreich Bayern und Weimarer Republik und Schweinfurt Hauptbahnhof, Bahnhofsumfeld

#### Sachskolonie

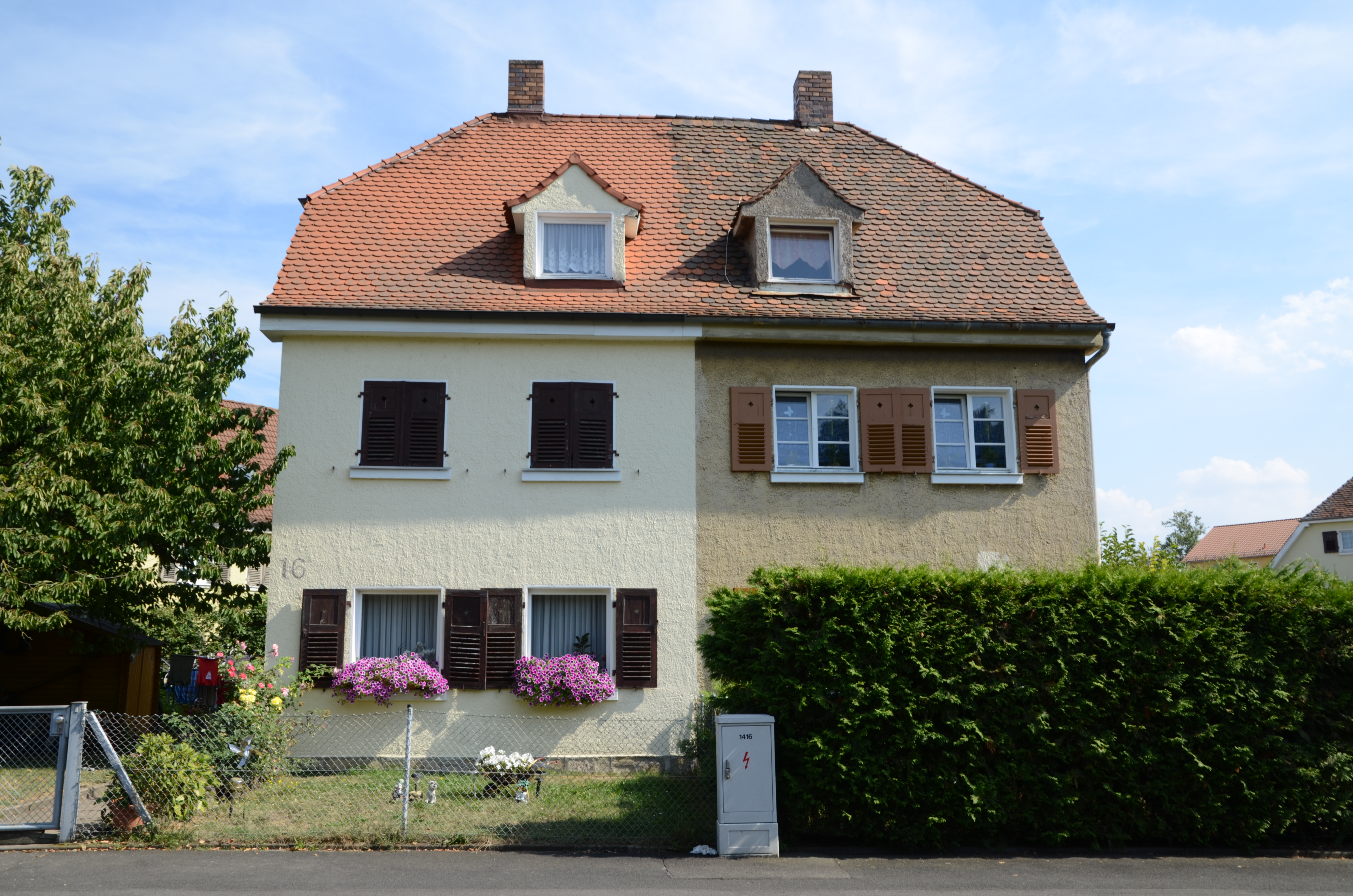
Sachskolonie: Doppelhaus (1923)

Die Sachskolonie an der Franz-Josef-Strauß-Brücke, ist eine 1922/23 entstandene Wohnsiedlung für Werksangehörige der Firma Fichtel & Sachs mit elf Doppelhäusern im Heimatstil und steht unter Denkmalschutz.

#### Schaeffler
Das einstige Stammwerk von FAG Kugelfischer entlang Hauptbahnhof- und Georg-Schäfer-Straße bietet das für die örtliche Großindustrie prägende Bild langer Fronten mit Klinkerbauten aus den 1930er und hier auch 1950er Jahren. Der älteste Verwaltungsbau von Kugelfischer, ein Klinkerbau aus der Jahrhundertwende im Stil der Gründerzeit an der Hauptbahnhofstraße, überstand unversehrt den letzten Krieg. Daneben befindet sich das FAG-Hochhaus, ein in klassischer Moderne errichteter Stahlskelettbau mit Vorhangfassade aus der Zeit um 1970.
Plan Schaeffler siehe: Topographie

## Kultur und Sehenswürdigkeiten

### Bürgerverein und Kirchweih
Der Bürgerverein Bergl wurde 1957 gegründet. Er führt die Bergl-Kirchweih durch.
Siehe auch: Schweinfurt, Bürgervereine

### Bauwerke

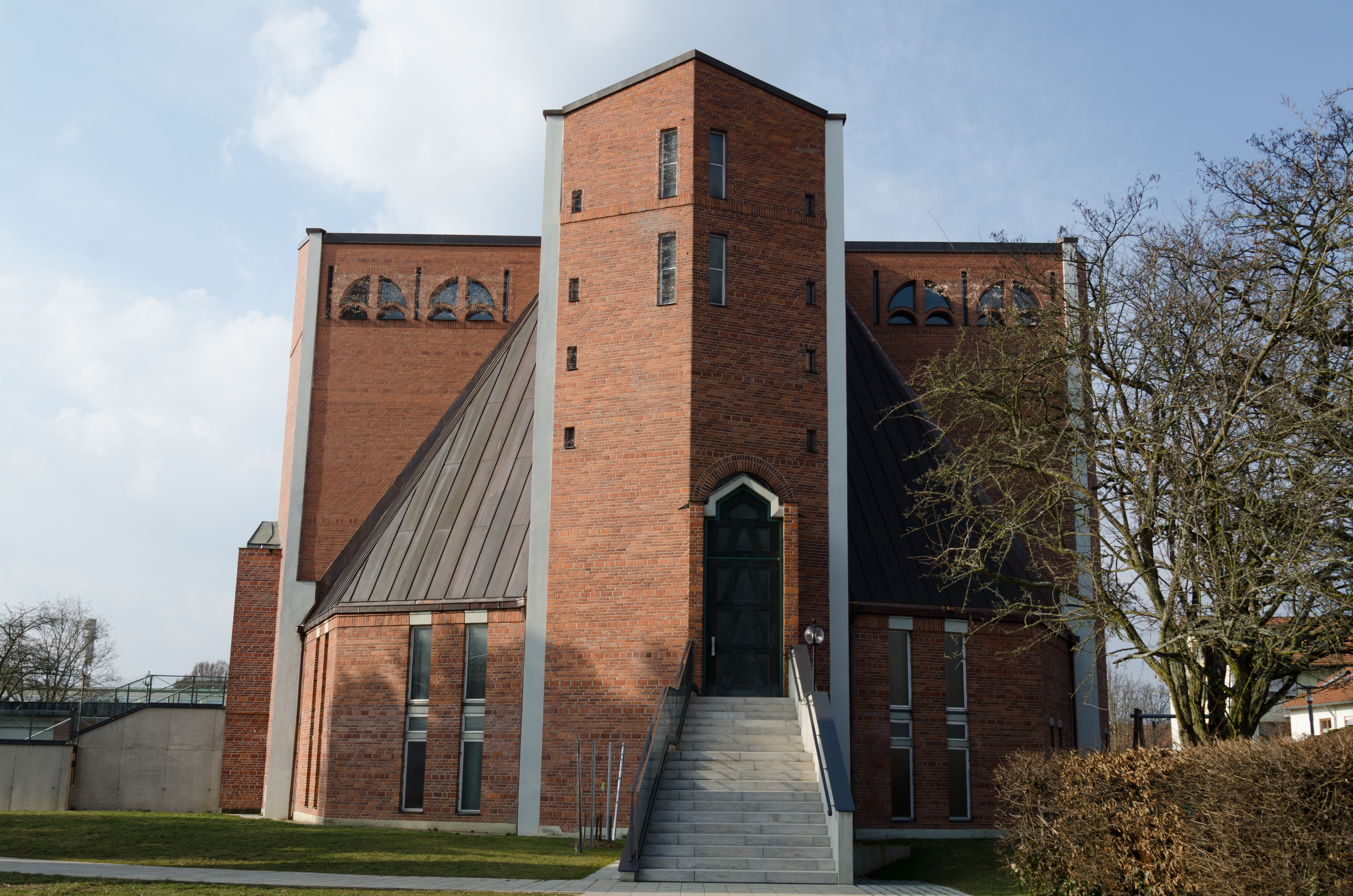
Auferstehungskirche (erb. 1959)

Der wuchtige, nachts angestrahlte 45 Meter hohe Wasserturm am Berliner Platz wurde 1911 erbaut und ab 1995 in Etappen saniert. Für seinen eigentlichen Zweck wurde er wegen zu hoher Härtegrade nur knapp zehn Jahre genutzt, aber danach stehen gelassen bis zur Besiedlung des Bergl und steht heute unter Denkmalschutz. 
Die evangelische Auferstehungskirche (1958–1959) von Olaf Andreas Gulbransson mit Campanile von 1962 ist ein außergewöhnlicher moderner Kirchenbau. Der Grundriss der Kirche vereint ein Oktagon mit einem griechischen Kreuz. Sie ist das Meisterwerk von Gulbransson in roten Sichtziegeln mit moderner Ornamentik, im Innern mit blauen Spindelsäulen und großem Radleuchter, der die zwölf Tore des Himmlischen Jerusalems symbolisiert. Gulbransson schuf mit dieser Kirche das einzige Beispiel eines neuen Baustils, der Ornamentik, Kunsthandwerk und Moderne vereint und infolge seines tödlichen Autounfalls bei anderen, postum fertiggestellten Kirchen nicht konsequent fortgesetzt wurde. Die Kirche steht unter Denkmalschutz und bildet einen scharfen Kontrast zum Stadtteil.
Im Norden des Bergls beeindrucken durch ihre Größe und klaren Formen zwei Bauwerke: Unterfrankens größtes Wohnhaus, die 135 Meter lange „Wohnscheibe“ (Scheibenhochhaus). Im 90-Grad-Winkel zu ihr erstreckt sich ein stangenförmiger, über 180 Meter langer, aus elf Häusern bestehender Wohnblock entlang der Breslaustraße. Beide Gebäude stammen aus den 1960er Jahren. Das älteste moderne Hochhaus Mainfrankens (15 Geschosse), mit einem ungeordneten Baukörper, steht im scharfen Kontrast zur gegenüberliegenden „Wohnscheibe“.

## Infrastruktur
Das Bergl besitzt eine sehr gute Infrastruktur, die teilweise weit über die Nahversorgung hinausgeht, als ein Zentrum für das westliche Stadtgebiet mit weiterführenden Schulen für die ganze Region. Die Geschäfte konzentrieren sich um den Berliner Platz, um die „Wohnscheibe“ und um einen Großparkplatz eines Einkaufszentrums östlich der Oskar-von-Miller-Straße.
In der Mitte des Bergls befinden sich zwei Schulen, die Albert-Schweitzer-Grund- und die Albert-Schweitzer-Mittelschule. Am Nordrand des Stadtteils liegt das große Schulzentrum-West mit einer Montessori-Grund- und einer Montessori-Mittelschule, dem Alexander-von-Humboldt-Gymnasium mit einer Zweigstelle der Stadtbücherei und zahlreichen Berufs- und weiterführenden Schulen. Es gibt Kindergärten von mehreren Trägern (evangelische und katholische Kirche, Montessori, Arbeiterwohlfahrt), zudem die Kinder- und Jugendtreffs Scheibe und Café Morisson, die von der „Wohnscheibe“ 2021 in einen Neubau an der Albert-Schweitzer-Schule umzogen. Im Zentrum des Stadtteils liegen die evangelische Auferstehungskirche und die katholische Christkönigskirche.
Im Bahnhofsviertel (Wirsingstraße) wurde 2024 die größte Bearbeitungsstelle (Behördenauslagerung) Bayerns des Finanzamtes München für 300 Stellen errichtet.
Das Bergl ist sehr gut an den Nah- und Fernverkehr angebunden. Die kurzgetaktete Stadtbuslinie 100 durchfährt den Stadtteil und die Linie 120 tangiert ihn im Süden, wo sich der Schweinfurter Hauptbahnhof und ein Busbahnhof für Regional- und Fernbusse befinden. Über den zweibahnigen, vierspurigen John-F-Kennedy-Ring (zulässige Höchstgeschwindigkeit 60 km/h) sind zahlreiche Stadtteile und die Bundesautobahnen 70 Erfurt (Berlin) und 71 Bayreuth (Berlin) schnell zu erreichen.

## Freizeit
An der Wern befindet sich ein Park. Ein Radweg führt von dort ins 2 km entfernte Geldersheim, ein altfränkisches Dorf mit historischem Ortsbild und Kirchenburg, das im scharfen Kontrast zu dem auf Sichtweite gelegenen Bergl steht.

## Persönlichkeiten
- Der Schweinfurter Oberbürgermeister Sebastian Remelé (CSU) wuchs am Bergl auf.
- Die Sängerin Sarah Kreuz war Schülerin der Albert-Schweitzer-Schule und wurde dort von einem Lehrer entdeckt und gefördert. Sie ging im Mai 2009 als Zweitplatzierte aus der sechsten Staffel der Castingshow Deutschland sucht den Superstar hervor.

## Video
- Video: SW-N.TV: Bergl und Umgebung aus der Luft (5:31)